# Paul Ben-Victor
Paul Ben-Victor (Brooklyn, 24 de julho de 1965) é um ator americano, mais conhecido por interpretar o mafioso grego Spiros "Vondas" Vondopoulos na série The Wire, Alan Gray em Entourage (2005–2008) e o Professor/Treinador Roy Thurman em Everybody Hates Chris.

## Filmografia

### No cinema
| Ano  | Título                       | Personagem                       | Notas          |
| ---- | ---------------------------- | -------------------------------- | -------------- |
| 1988 | Pass the Ammo                | Eddie Depaul                     |                |
| 1988 | Assault of the Killer Bimbos | Customer                         |                |
| 1989 | Wired                        | Tom Perino                       |                |
| 1990 | Streets                      | Officer #2                       |                |
| 1990 | The Rookie                   | Little Felix                     |                |
| 1991 | Body Parts                   | Ray Kolberg                      |                |
| 1991 | Alone                        | Al                               | Curta-metragem |
| 1992 | Cool World                   | Valet                            |                |
| 1993 | Tombstone                    | Florentino "Indian Charlie" Cruz |                |
| 1993 | True Romance                 | Luca                             |                |
| 1994 | Red Scorpion 2               | Vince D'Angelo                   |                |
| 1995 | Houseguest                   | Pauly Gasperini                  |                |
| 1995 | Bushwhacked                  | Dana's Father                    |                |
| 1996 | Maximum Risk                 | Agent Pellman                    |                |
| 1997 | The 6th Man                  | Bernie                           |                |
| 1997 | Metro                        | Clarence Teal                    |                |
| 1998 | Point Blank                  | Howard                           |                |
| 1998 | A Civil Action               | Bobby Pasqueriella               |                |
| 1999 | The Corruptor                | Schabacker                       |                |
| 2000 | Drowning Mona                | Deputy Tony Carlucci             |                |
| 2000 | Gun Shy                      | Howard                           |                |
| 2003 | Daredevil                    | Jose Quesada                     |                |
| 2006 | Randy and The Mob            | Franco                           |                |
| 2009 | Clear Lake, WI               | Sheriff Joe Dietzer              |                |
| 2010 | Should've Been Romeo         | Joey                             |                |
| 2012 | Mighty Fine                  | Bobby                            |                |
| 2013 | Don Jon                      | Priest                           |                |
| 2013 | Empire State                 | Tommy                            |                |
| 2013 | Once Upon a Time in Queens   | Vinnie Nero                      |                |
| 2013 | Grudge Match                 | Lou Camare                       |                |
| 2014 | By the Gun                   | Vincent Tortano                  |                |
| 2014 | Friends and Romans           | Dennis Socio                     |                |
| 2015 | Get Hard                     | Gayle                            |                |
| 2016 | Love Is All You Need?        | Principal Birdsell               |                |
| 2017 | The Super                    | Mr. Johnson                      |                |
| 2018 | All Rise                     | Anthony Petrocelli               |                |
| 2018 | Feast of the Seven Fishes    | Johnny                           |                |
| 2019 | The Irishman                 | Jake Gottlieb                    |                |
| 2020 | The Banker                   | Donald Silverthorne              | Completo       |
| TBA  | Waldo                        | Conady                           | Pós-produção   |

### Na televisão
| Ano       | Título                             | Personagem                  | Notas                                          |
| --------- | ---------------------------------- | --------------------------- | ---------------------------------------------- |
| 1988      | Ohara                              | Billy                       | Episódio: "They Shoot Witnesses, Don't They?"  |
| 1988      | China Beach                        | Lazaro                      | Episódio: "Chao Ong"                           |
| 1988      | Freddy's Nightmares                | Paul                        | Episódio: "Mother's Day"                       |
| 1990      | 1st & Ten                          | Rocko                       | Episódio: "Who Stole Johnny Gunn?"             |
| 1990      | Dragnet                            | Jack Middleton              | Episódio: "Parachute to Death"                 |
| 1990      | After the Shock                    | Dr. Steven Brattesani       | Television film                                |
| 1990      | Hunter                             | Loan shark                  | Episódio: "This Is My Gun"                     |
| 1990      | Doogie Howser, M.D.                | Karl                        | Episódio: "TV or Not TV"                       |
| 1990      | The New Adam-12                    | Gregory Smith               | Episódio: "Escapees"                           |
| 1991      | Father Dowling Mysteries           | Segurança                   | Episódio: "The Fugitive Priest Mystery         |
| 1991      | The 100 Lives of Black Jack Savage | Charlie Dilwig              | Episódio: "For Whom the Wedding Bells Toll"    |
| 1991      | The Trials of Rosie O'Neill        | Vinnie                      | Episódio: "Knock, Knock"                       |
| 1992      | The Commish                        | Benny Gorzo                 | Episódio: "Sex, Lies and Kerosene"             |
| 1992      | Jumpin' Joe                        | Patsy Lazerri               | Television film                                |
| 1992      | Sibs                               | Lance                       | Episódio: "If I Only Had a Dad"                |
| 1994      | State of Emergency                 | Trevor Jacobs               | Television film                                |
| 1994      | The X-Files                        | Dr. Aaron Monte             | Episódio: "Tooms"                              |
| 1996      | Aaahh!!! Real Monsters             | Carney / Man on Stilts      | Episodes: "Baby It's You" & "Monsters Are Fun" |
| 1994–1997 | NYPD Blue                          | Steve Richards              | 2 episódios                                    |
| 1998      | Brooklyn South                     |                             | Episódio: "Skel in a Cell"                     |
| 1999      | Early Edition                      | Elliot Rosenfield           | Episódio: "Funny Valentine"                    |
| 2000      | The Invisible Man                  | Bobby Hobbes                | 46 episódios                                   |
| 2000      | The Three Stooges                  | Moe Howard                  | Television film                                |
| 2003–08   | The Wire                           | Spiros Vondas               | 14 episódios                                   |
| 2005      | Monk                               | Al Nicoletto                |                                                |
| 2005–2008 | Entourage                          | Alan Gray                   | 7 episódios                                    |
| 2006      | The Shield                         | Detetive Paul Reyes         |                                                |
| 2006      | My Name Is Earl                    | Treinador Lou               |                                                |
| 2007      | John from Cincinnati               | Palaka                      | 8 episódios                                    |
| 2008–12   | In Plain Sight                     | Stan McQueen                |                                                |
| 2009      | Everybody Hates Chris              | Prof./Treinador Roy Thurman | 7 episódios                                    |
| 2010      | The Mentalist                      | Noah Landau                 |                                                |
| 2011      | Childrens Hospital                 | Spiros                      |                                                |
| 2013      | Vegas                              | Barry Silver                | 4 episódios                                    |
| 2013      | Mob City                           | Jack Dragna                 | 3 episódios                                    |
| 2013      | Person of Interest                 | Detetive Cameron            | Episódio: "Reasonable Doubt"                   |
| 2014      | True Detective                     | Major Leroy Salter          | Episódio: "Haunted Houses"                     |
| 2014      | Castle                             | Dino Scarpella              | Episódio: "Bad Santa"                          |
| 2015      | Allegiance                         | Special Agent Faber         | 5 episódios                                    |
| 2016      | Vinyl                              | Maury Gold                  |                                                |
| 2017      | The Mick                           | Jerry Berlin                | 2 episódios                                    |
| 2017      | Preacher                           | Viktor Kruglov              | 2 episódios                                    |
| 2018      | Goliath                            | Cleft Chin                  | 3 episódios                                    |
| 2019      | Bull                               | Ryan Vance                  | Episódio: "Split Hairs"                        |
| 2019      | Will & Grace                       | Mario                       | Episódio: "Pappa Mia"                          |
| 2019–20   | Law & Order: Special Victims Unit  | Conselheiro Peter Abrams    | 2 episódios                                    |